# Oceány (film)
Oceány (v originále Océans, také psáno jako Ωcéans) je francouzský dokumentární film, který režírovali Jacques Perrin a Jacques Cluzaud. Natáčení filmu začalo v roce 2004 a do kin byl uveden v roce 2009.

## Děj
Filmový dokument zachycuje oceánské a mořské živočichy. Ukazuje též dopad člověka na divokou přírodu a vyzývá k ochraně oceánů tváří v tvář nadměrnému rybolovu, znečištění a globálnímu oteplování.

## Ocenění
- César: nejlepší dokumentární film, nominace v kategorii nejlepší zvuk (Philippe Barbeau, Jérôme Wiciak a Florence Lavallé) a nejlepší filmová hudba (Bruno Coulais)